# Rabo de cerdo
El rabo de cerdo es la parte trasera del cerdo, suele ser de consistencia cartilaginosa.

## Usos
En la cocina española del norte existen platos elaborados con rabo de cerdo en los que es ingrediente principal y es cocinado con legumbres (habas, garbanzos, entre otras), algunos platos famosos son las: alubias rojas con rabo de cerdo, rabo de cerdo en salsa, etc. Otro ejemplo en la cocina zamorana es la sanantonada (plato elaborado con alubias, oreja, rabo y cabeza). Existen otros en los que es un ingrediente secundario, como son: caldereta valenciana, griñones, fabada asturiana, judías de El Barco de Ávila, olla de San Antón, etc. Los rabos de cerdo se pueden adquirir en carnicerías especializadas, casquerías, y otros locales similares. Suele ser un subproducto de la matanza del cerdo y a veces puede encontrarse como embutido, adobado o en salazón. Se suele incluir en el botillo.
En la provincia de Albacete, el rabo frito es un plato que se usa mucho como aperitivo en los bares de tapas y restaurantes, siendo una de las tapas que más sorprende a los visitantes a la provincia por su sabor. Como más sabroso está es cortado a trocitos, cociéndolo durante 15-20 minutos hasta que quede blando, y una vez secado, se echa en una sartén bien tapada con aceite caliente para freirlo durante unos 10 minutos a fuego fuerte.

## Significados
En las creencias populares el rabo de cerdo forma parte de uno de los atributos del diablo junto con las patas de cabra. Antes se tenía la creencia de que los hijos de los matrimonios entre familiares cercanos podían llegar a nacer con rabo de cerdo (Cien años de soledad de Gabriel García Márquez).